# Celebichneumon striatus
Celebichneumon striatus är en stekelart som beskrevs av Heinrich 1934. Celebichneumon striatus ingår i släktet Celebichneumon och familjen brokparasitsteklar. Inga underarter finns listade.